# Fruitvale (British Columbia)
Fruitvale ist ein Dorf mit 1920 Einwohnern im Süden von British Columbia, Kanada. Die Gemeinde gehört zum Regional District of Kootenay Boundary und liegt in den Selkirk Mountains, etwa 16 km westlich von Trail am Highway 3B. 
Die Gemeinde liegt 15 km nördlich der Grenze zu den Vereinigten Staaten von Amerika, wo die US-Bundesstaaten Washington und Idaho aneinandergrenzen.
Das Dorf bezeichnet sich als das „Heart of the Beaver Valley“.

## Geschichte
Das Gebiet, in dem das Dorf liegt, ist traditionelles Siedlungs- und Jagdgebiet der First Nations, hier hauptsächlich der Okanagan. Das Dorf selbst entstand 1893 unter dem Namen „Beaver Siding“ als Haltepunkt der „Nelson & Fort Sheppard Railway“, welche später durch die Great Northern Railway übernommen wurde. Der Name wurde 1906 geändert als eine Landentwicklungsgesellschaft um den Haltpunkt herum Land aufkaufte und dieses dann weiter vermittelte. Der Name wurde durch die Landentwicklungsgesellschaft wahrscheinlich als Werbeanreiz gewählt. Entgegen den Vermutungen, die der Namen weckt, ist die Landwirtschaft nicht der wichtigste Wirtschaftsfaktor für das Dorf.
Die Zuerkennung der kommunalen Selbstverwaltung für die Gemeinde erfolgte am 4. November 1952 (incorporated als Village Municipality).

## Demographie
Der Zensus im Jahr 2016 ergab für die Gemeinde eine Bevölkerungszahl von 1920 Einwohnern, nachdem der Zensus im Jahr 2011 für die Gemeinde noch eine Bevölkerungszahl von 2016 Einwohnern ergab. Die Bevölkerung hat dabei im Vergleich zum letzten Zensus im Jahr 2011 um 4,5 % abgenommen und sich damit entgegen dem Provinzdurchschnitt mit einer Bevölkerungszunahme in British Columbia um 5,6 % entwickelt. Im Zensuszeitraum 2006 bis 2011 hatte die Einwohnerzahl in der Gemeinde deutlich schwächer als die Entwicklung in der Provinz nur um 3,3 % zugenommen, während sie im Provinzdurchschnitt um 7,0 % zunahm.
Für den Zensus 2016 wurde für die Gemeinde ein Medianalter von 48,8 Jahren ermittelt. Das Medianalter der Provinz lag 2016 bei nur 43,0 Jahren. Das Durchschnittsalter lag bei 45,5 Jahren, bzw. bei 42,3 Jahren in der Provinz. Zum Zensus 2011 wurde für die Gemeinde noch ein Medianalter von 45,3 Jahren ermittelt. Das Medianalter der Provinz lag 2011 bei nur 41,9 Jahren.

## Verkehr
Das Dorf liegt am Highway 3B, etwa 15 km südwestlich, bevor er in den Highway 3, dem so genannten Crowsnest Highway, einmündet. Fruitvale verfügt über keinen eigenen Flugplatz. Durch das Dorf verläuft eine Eisenbahnstrecke Richtung Grenze, welche in der Vergangenheit durch die Great Northern Railway sowie die Burlington Northern Railroad genutzt wurde. Öffentlicher Personennahverkehr wird regional durch das „West Kootenay Transit System“ angeboten, welches unter anderem Verbindungen nach Trail, Castlegar sowie Nelson bietet und von BC Transit in Kooperation betrieben wird.
6 km nordwestlich des Dorfes zweigt die Zugangsstraße zum Champion Lakes Provincial Park ab.